# 你只欠我一個道歉
《你只欠我一個道歉》（法語：L'insulte; 阿拉伯语：‎，羅馬化：Qadiyya raqm 23，直译：Case No. 23）是一部在2017年上映的黎巴嫩電影。入選第74屆威尼斯影展主競賽單元，卡梅爾·艾爾巴夏贏得該屆威尼斯影展最佳男演員獎。代表黎巴嫩角逐第90屆奧斯卡金像獎最佳外語片獎，成為該國第一部提名奧斯卡的電影。

## 演員
- Adel Karam 飾演 Tony Hanna
- 卡梅爾·艾爾巴夏（法语：Kamel El Basha） 飾演 Yasser Abdallah Salameh
- Rita Hayek 飾演 Shirine Hanna
- Camille Salameh 飾演 Wajdi Wehbe
- Diamand Bou Abboud 飾演 Nadine Wehbe
- Talal Jurdi 飾演 Talal
- Christine Choueiri 飾演 Manal Salameh
- Julia Kassar 飾演 Judge Colette Mansour
- Rifaat Torbey 飾演 Samir Geagea
- Carlos Chahine 飾演 Judge Chahine

## 獎項
| 類別         | 頒獎日期     | 獎項         | 結果 | 參考  |
| ------------ | ------------ | ------------ | ---- | ----- |
| 奧斯卡金像獎 | 2018年3月4日 | 最佳外語片獎 | 提名 | [ 7 ] |
| 威尼斯影展   | 2017年9月9日 | 最佳男演員獎 | 獲獎 | [ 1 ] |

## 外部連結
- 豆瓣电影上《你只欠我一個道歉》的資料 （简体中文）
- 開眼電影網上《你只欠我一個道歉》的資料（繁體中文）
- 互联网电影数据库（IMDb）上《你只欠我一個道歉》的资料（英文）
- AllMovie上《你只欠我一個道歉》的资料（英文）
- Box Office Mojo上《你只欠我一個道歉》的資料（英文）
- Metacritic上《你只欠我一個道歉》的資料（英文）
- 爛番茄上《你只欠我一個道歉》的資料（英文）